# 黒石町
黒石町（くろいしまち）は、かつて青森県にあった町。

## 地理
- 河川：浅瀬石川

## 沿革
- 1889年（明治22年）4月1日 - 町村制施行により南津軽郡黒石町が町制施行し、黒石町が発足。
- 1949年（昭和24年）4月1日 - 南津軽郡中郷村の一部を編入。
- 1954年（昭和29年）7月1日 - 南津軽郡中郷村、六郷村、山形村、浅瀬石村と合併し市制施行して黒石市となる。

## 経済
農業
『大日本篤農家名鑑』によれば黒石町の篤農家は、「吉村眞、本間常吉、加藤重代、加藤宇兵衛、山田永七、鳴海文四郎、小山全三、濱田健吉、西谷末吉、松井七兵衛」などである。

## 出身著名人
- 加藤宇兵衛（貴族院多額納税者議員）